# Petaling (Lais)
Petaling is een bestuurslaag in het regentschap Musi Banyuasin van de provincie Zuid-Sumatra, Indonesië. Petaling telt 5099 inwoners (volkstelling 2010).